# Naturfaser
Naturfasern sind alle Fasern, die von natürlichen Quellen wie Pflanzen, Tieren oder Mineralien stammen und sich ohne weitere chemische Umwandlungsreaktionen direkt einsetzen lassen. Sie sind damit abzugrenzen von Chemiefasern, die synthetisch hergestellt werden. Keine Naturfasern sind Regeneratfasern, die auf Cellulose als Material aus nachwachsenden Rohstoffen basieren (z. B. Viskose aus Holz oder Bambus). Auch die relativ kurzen Holzfasern werden oft gesondert betrachtet. Naturfasern können organischen (pflanzlich oder tierisch) oder anorganischen Ursprungs (mineralisch) sein.

## Pflanzenfasern
(siehe auch Artikel Faserpflanze)
Pflanzenfasern können unterschiedlichen Ursprungs sein und entsprechend vielfältige Eigenschaften aufweisen. So kommen Pflanzenfasern als Leitbündel im Stängel oder Stamm bzw. Pseudostamm, der Rinde (etwa als Bastfaser) und als Samen-Fortsätze vor.

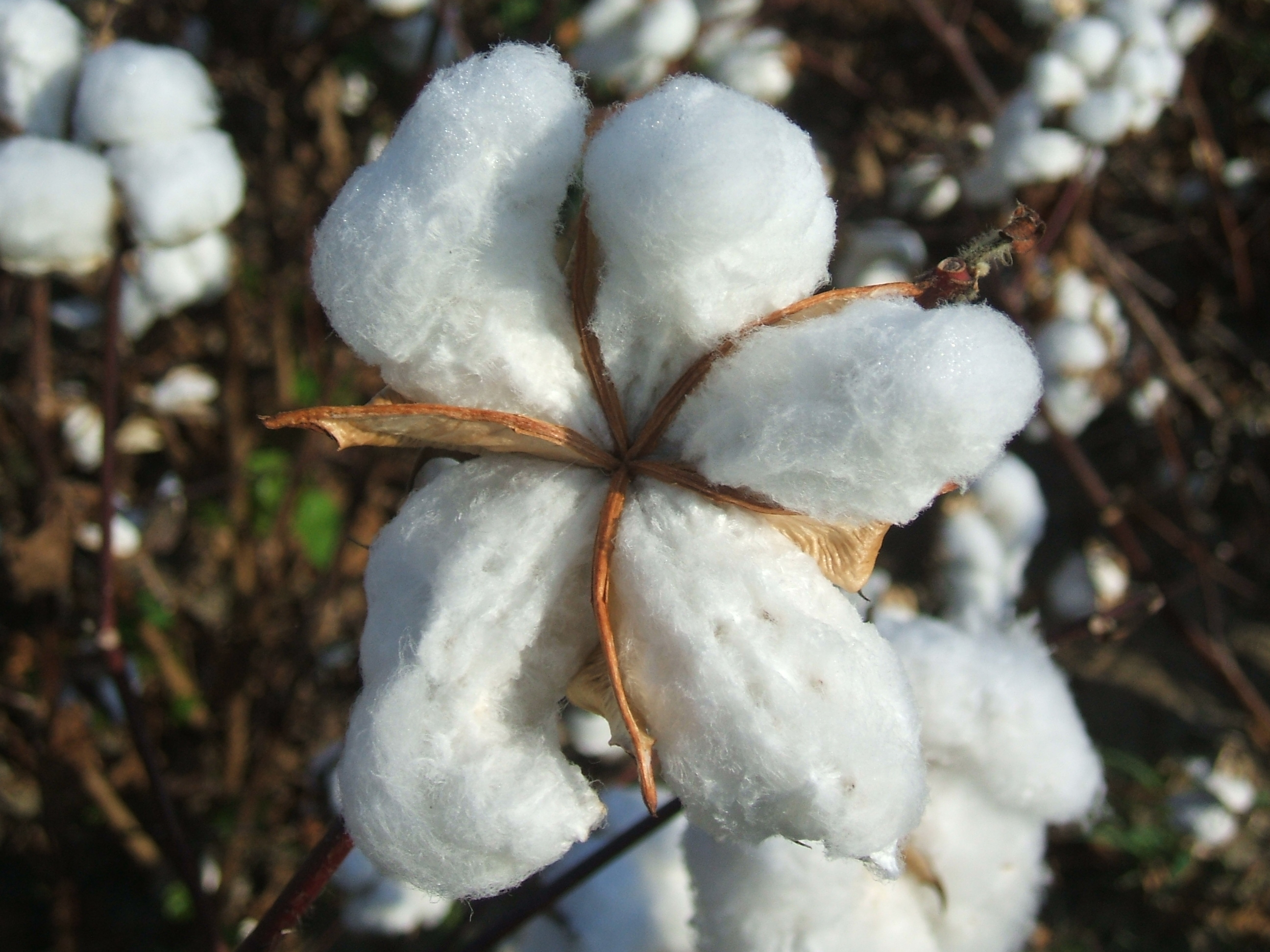
Offene Baumwollkapsel mit Baumwollfasern

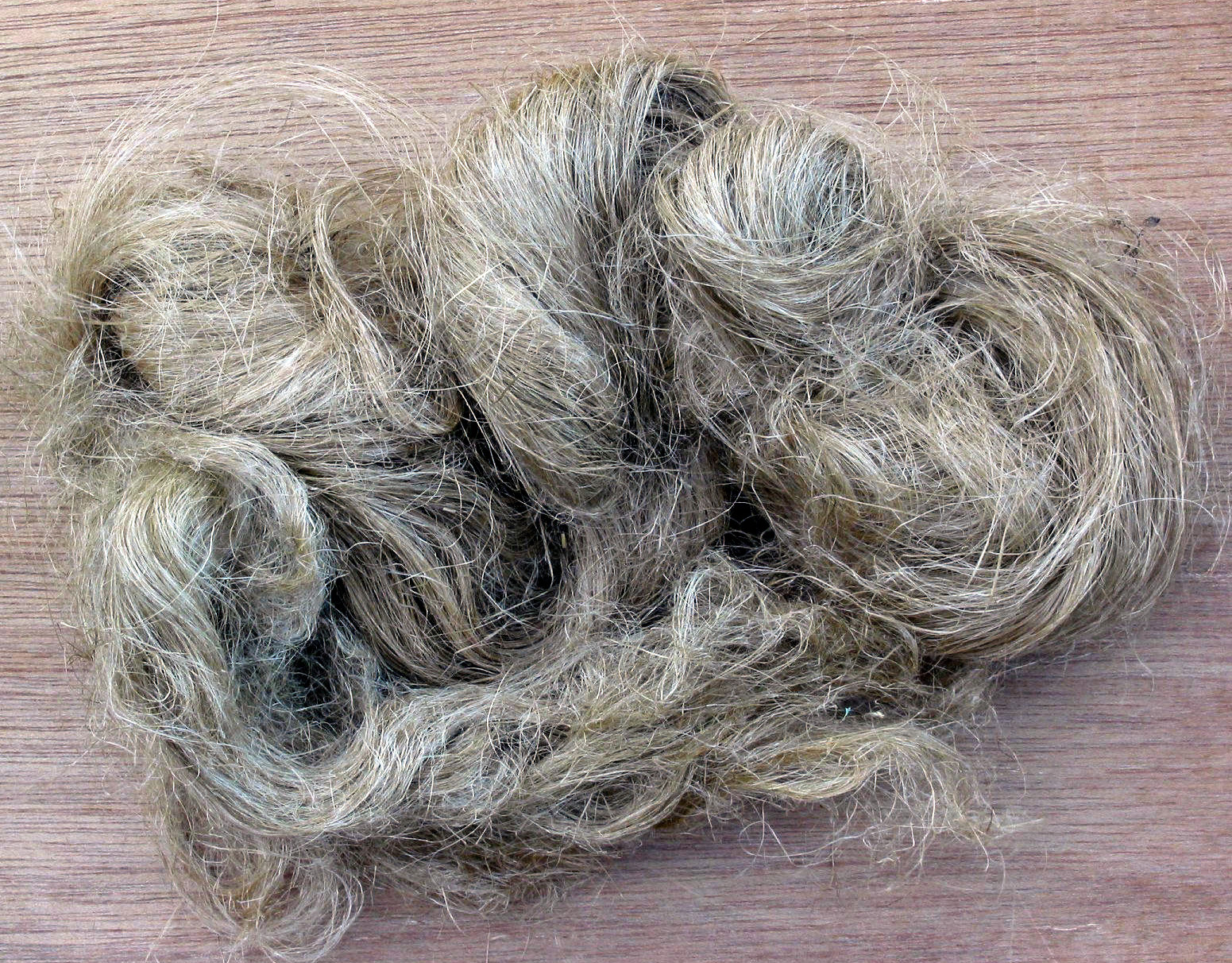
Hanffasern

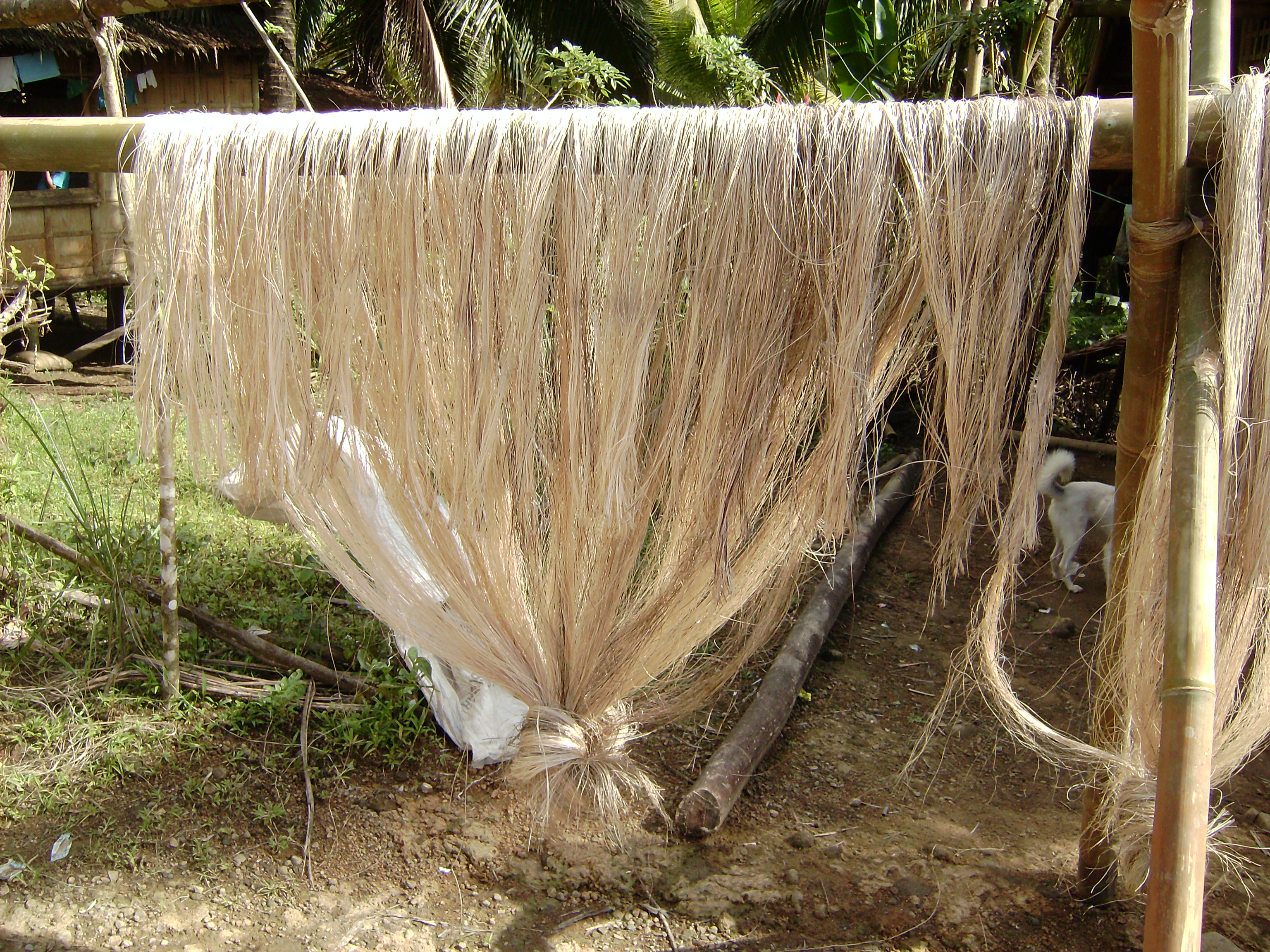
Trocknende Abacafasern

Die folgende Liste gibt die unterschiedlichen Pflanzenfasern wieder (die Abkürzungen in Klammern geben die gültigen Kurzbezeichnungen nach DIN 60001-1 an). Die Liste zeigt die Vielfalt an pflanzlichen Naturfasern, auch wenn nur ein Teil von diesen in größerem Umfang genutzt wird.
- Samenfasern
  - Baumwolle (CO) Gossypium spp. aus den Samenhaaren der Frucht der Baumwollpflanze
  - Kapok (KP) Ceiba pentandra (Syn.: Bombax) aus dem Inneren der Kapselfrucht des echten Kapokbaumes
  - Asiatischer Kapokbaum Bombax ceiba
  - Pochote Ceiba aesculifolia
  - Kapokähnliche Florettseidenbaum Ceiba speciosa, Bombax costatum, Bombax buonopozense u. a., und von Pseudobombax tomentosum, Eriotheca pubescens, Ochroma pyramidale, sowie von anderen Gewächsen wie Funtumia africana, Cochlospermum fraseri oder von der Baumwoll-Seidenpflanze Gomphocarpus fruticosus
  - Pappelflaum Populus
  - Akon Calotropis gigantea, C. procera
  - Rohrkolben-Wolle Typha
  - Wollgras-Wolle (Graswolle) Eriophorum
  - Pflanzenseide Strophanthus, {Seidenpflanzen (Milkweed), Gewöhnliche Seidenpflanze Asclepias syriaca, Indianer-Seidenpflanze Asclepias curassavica, A. volubilis, A. subverticillata}, Wrightia tinctoria, Beaumontia grandiflora, Calotropis gigantea, C. procera, Marsdenia, Papier-Birke Betula papyrifera[2]

- Bastfasern
  - Bambusfaser[3]
  - Brennnessel, siehe auch Fasernessel Urtica dioica, Urtica dioica L. convar. fibra
  - Allo-Faser[4] (Himalayanessel-, Nilghirinessel) Girardinia diversifolia (Syn.: Urtica heterophylla)
  - Sibirische Hanfnessel Urtica cannabina
  - Hanffaser (HA) Cannabis sativa
  - Jute (JU) Corchorus capsularis, Corchorus olitorius
  - Kongojute (Urena, Cardillo, Aramina) Urena lobata, Urena sinuata
  - Kenaf (Gumbohanf, Hibiscushanf, Gambahanf, Siamjute, Bimlijute, Ambarihanf) Hibiscus cannabinus
  - Perinifaser Hibiscus radiatus (Syn.: Canhamo braziliensis Perini)[5]
  - Leinen (LI) aus dem Gemeinen Lein Linum usitatissimum
  - Zweijähriger Lein Linum bienne (Syn.: Linum angustifolium)
  - Hopfen Humulus lupulus
  - Korbweide Salix viminalis
  - Ramie (RA) (Chinagras) Boehmeria nivea, Boehmeria nivea var. tenacissima
  - Sunn-Hanf (Sonnenhanf, Ost-Indischer Hanf) Crotalaria jụncea
  - Kuba-, Mauritiusfaser (Cajun, Cajum) Furcraea hexapetala (Syn.: Furcraea cahum, Syn.: F. cubensis), Furcraea foetida (Syn.: F. gigantea)
  - Indianischer Hanf Apocynum cannabium, A. venetum
  - Hanfpalmen Trachycarpus spp., Chinesische Hanfpalme Trachycarpus fortunei
  - Bogenhanf (Oldupai, Ost-afrikanischer wilder Sisal) Sansevieria hyacinthoides, S. ehrenbergii, S. longiflora (Florida Bowstring), S. roxburghiana, S. senegambica
  - Dunchi, Dunchee Sesbania bispinosa (Syn.: S. aculeate), S. cannabina[6]
  - Zwergpalme Afrik (Crin d'Afrique, Crin Végétal) (pflanz. Pferde-, Rosshaar) Chamaerops humilis
  - Steckenpalme Rhapis excelsa (Crin Végétal)
  - Nadelpalme Rhapidophyllum hystrix (Crin Végétal)
  - Sägepalme Serenoa repens (Crin Végétal)
  - Lotusseide Nelumbo nucifera (Syn.: Nelumbium speciosum, Syn.: Nymphaea nelumbo)
  - Luffa Luffa aegyptiaca aus dem faserigen Inneren der reifen Frucht.
  - Affenbrotbäume (Baobab) Adansonia spp.
  - Rosella (Rosellahanf, Siamjute, Kenaf, Javajute) Hibiscus sabdariffa (Syn.: Hibiscus digitatus)
  - Juta Pauliste Hibiscus kitaibelifolius
  - Ginster aus Besenginster Cytisus scoparius und Pfriemenginster (Spanish Broom) Spartium junceum
  - Torffaser (Bérandine- oder Béraudine) ist der uralte, im Moor mumifizierte Überrest des Wollscheidegrases Eriophorum vaginatum
  - Ichu-Gras Stipa-Ichu (Syn.: Jarava Ichu) und Iru Ichu (Syn.: Stipa pungens)[7]
  - Pampasgras Cortaderia selloana (Syn.: Gynerium roseum, Syn.: Cortaderia quilla)[7]
  - Chillihua Festuca dolicophylla[7]
  - Chusquea scandens[7] Bambusart
  - Seegras Neptungras Posidonia oceanica, Gewöhnliches Seegras Zostera marina, Riesentang Macrocystis pyrifera
  - Waldwolle[8] auch wurde vegetabiler Flannel aus Waldkiefer (Pine Wool) als Waldwolle bezeichnet.[6]
  - Gampi Daphne sikokiana, Papiermaulbeerbaum Broussonetia papyrifera, Japanische Papiermaulbeere Broussonetia kazinoki, Edgeworthia chrysantha (Syn.: Edgeworthia papyrifera) (Kozo), Commelina communis (Tsuyukusa) (Yuu), werden für Japanpapier verwendet.
  - Sandelholzbaum Santalum album, Santalum spp. wird für Xuan-Papier verwendet.[9]
  - Rohrkolben-Bast Typha latifolia, T. angustifolia, T. minima
  - Akon-Bast (Yercum)
  - Raffia-Bast aus Blattsegmenten der Raffiapalme.
  - Spanisches Moos Tillandsia usneoides (Crin Végétal)
  - Sida (Queenslandhanf, Kuba Jute) Sida rhombifolia
  - Bactris (Crin Végétal) Bactris tomentosa, Bactris setosa (Tucum, Tecum)
  - Bauhinia Bauhinia racemosa, Bauhinia variegata
  - Kakteen-, Katkusfaser (aus dem Himalaya)
  - Calotropis[6] Calotropis procera (Syn.: Asclepias procera, Asclepias gigantea)
  - Isora Helicteres Isora[10]
  - Dickstielige Wasserhyazinthe Eichhornia crassipes
  - Halfagras Stipa tenacissima (Crin Végétal)
  - Espartogras Lygeum spartum
  - Dombeya spp.
  - Doumfaser Hyphaene thebaica
  - Zittergras-Segge (Alpengras, Seegras-Segge, Waldhaar, Foin frisé) Carex brizoides
  - Diss Gras (Stramma, Seilgras, Mauretanisches Gras) Ampelodesmos mauritanicus
  - Sorghumhirse (Besensorgho, Broom Corn, Dari, Durrakorn) Sorghum bicolor auch als Reisstroh bez.
  - Weizen Triticum, Einkorn (Blicken, Kleiner Spelz) Triticum monococcum
  - Black Creeper Ichnocarpus frutescens[11]
  - Bowltube Iris Iris macrosiphon[12]
  - Kieki Freycinetia banksii
  - Lagetta (Lacebark) Lagetta lagetto (Syn.: Lagetta linearia)[6]
  - Hoheria spp. (Lacebark, Ribbonwood)
  - Brachychiton spp.
  - Velam[6] Vachellia leucophloea
  - Kojotenweide (Sandbankweide) Salix exigua[12]
  - Pulu („Hapui ili“, Golden Moss) Cibotium glaucum, C. barometz, C. menziesii, C. charmisoi [6]
  - Okra (Ladies Fingers, Gumbo, Ochro)[13]
  - Pīngao[14] Ficinia spiralis
  - Kauka[14] „Ti-Kauka“ Cordyline australis, Cordyline indivisia
  - Reispapierbaum Tetrapanax papyrifer, Tibetanischer Reispapierbaum Merrilliopanax alpinus wird für Reispapier verwendet.
  - Papier-Birke Betula papyrifera, Himalaya-Birke (Indian Paper Birch) Betula utilis werden für Birkenrinde-Papier genutzt.[15]
  - Zamandoque Hesperaloe funifera
  - Zada Buack Abutilon longicuspe, A. mauritianum, A. angulatum
  - Acacia Acacia spp.
  - Sterculia spp. (Elephant Rope Tree) Sterculia villosa, Sterculia africana, Sterculia mhosya, Sterculia rogersii
  - Trema (Charcoal Tree, Pigeon Wood) Trema orientalis (Syn.: Sponia wightii)
  - Kydia Kydia calycina
  - Couratari Cariniana legalis (Syn.:Couratari legalis)
  - Ichibi (Abutilonhanf, Chinajute) Samtpappel oder Lindenblättrige Schönmalve Abutilon theophrasti (Syn.: Abutilon avicennae)
  - Camel's Foot Climber Bauhinia vahlii (Syn.: Phanera vahlii)
  - Malinjo, Melinjo Gnetum gnemon
  - Punga (Bolo Bolo, Guaxima) Clappertonia ficifolia
  - Devil's Cotton oder Indischer Flachs Abroma augustum
  - Polompon Thespesia lampas, Thespesia populnea
  - Rote Maulbeere Morus rubra, Schwarze Maulbeere Morus nigra, Weiße Maulbeere Morus alba die Rinde wird zur Papierherstellung verwendet→Amatl, Xuan-Papier
  - Tsuru-mume-modoki Rundblättriger Baumwürger Celastrus orbiculatus (Syn.: Celastrus articulatus)
  - Mukuge Straucheibisch Hibiscus syriacus
  - Chinesischer Parasol (Wutong, Aogiri) Firmiana simplex (Syn.: Firminia platanifolia)
  - Kudzu Pueraria montana
  - Koakaso Boehmeria spicata
  - Kalifornische Chia Salvia columbariae
  - Irakusa Chinesische Wisteria Wisteria sinensis
  - Wawla (Indische Ulme, Jungle Cork Tree) Holoptelea integrifolia
  - Jicama Yambohne Pachyrhizus erosus  (Syn.: Dolchios bulbosus)
  - Maho Baumförmige Strauchpappel Lavatera arborea  (Syn.: Malva arborea, Syn.: Malva eriocalyx)
  - Meliotus Weißer Steinklee Melilotus albus (Syn.: Melilotus leucantha)
  - Yamabudo Rostrote Weinrebe Vitis coignetiae
  - Daphne Daphne odora  (Syn.: Daphne japonica, Syn.: Daphne pseudomezereum)
  - Japanische Nessel Urtica thunbergiana
  - Shina noki Winterlinde Tilia cordata var. japonica
  - Rameta Lasiosiphon speciosus
  - Upasbaum Antiaris toxicaria
  - Seyal-Akazie Vachellia seyal
  - Vetiver Vetiveria zizanioides
  - Triumfett (Punga, Carapicho) Triumfetta semitriloba, Tr. lappula, Tr. althaeoides
  - Skunkbush, Squawbush Rhus trilobata
  - Stipa Stipa tenacissima, St. spartea
  - Proboscidea[16]
  - Laichkräuter Potamogeton[16]
  - Fremontodendron[16]
  - Adlerfarn Pteridium aquilinum[16]
  - Hoopvine (Black Basket, Pabello) Trichostigma octandrum
  - Sabai Grass Eulaliopsis binata (Syn.: Ischaemum augustifolium)
  - Reiswurzel stammt von verschiedenen Pflanzen, italienische Reiswurzel Bartgras Bothriochloa ischaemum, Goldbart Chrysopogon gryllus, mexikanische Reiswurzel (Zacatón-Gras) Muhlenbergia macroura und Muhlenbergia robusta
  - Tapa-Rindenbaststoff (Kapa) aus Papiermaulbeerbaum Broussonetia papyrifera, (Pacific Banyan or Koka) Ficus prolixa, Brotfruchtbaum Artocarpus altilis, Brennnesselgewächsen Urticaceae, Straucheibisch Hibiscus syriacus[17]
  - Rindentuch (Bark Cloth, Mutuba) Ficus natalensis[18]
  - Ficus Ficus cotinifolia, Ficus pertusa (Syn.:Ficus padifolia), Ficus citrifolia (Syn.:Ficus laevigata), Ficus lapathifolia, Ficus maxima (Syn.: Ficus mexicana) (Syn.: Ficus radula), Ficus crocata (Syn.: Ficus yucatanensis), Ficus obtusifolia (Syn.: Ficus bonplandiana) (Syn.: Ficus involuta) sowie Ficus glabrata (Syn.: Ficus insipidia) und Ficus petiolaris für Amatl-Papier
  - Papyrus Cyperus papyrus
  - Pteroceltis tatarinowii ist das Hauptausgangsmaterial des Xuan-Papiers
  - Linde Tilia und Eiche Quercus, die langen Fasern dienten als Werkstoff zur Herstellung von Körben, Matten und Schnüren.
  - Kiefern Pinus, Schwarz-Pappel Populus nigra, Silber-Weide Salix alba, daraus wurde früher sog. „Chip Straw“ produziert und daraus Hüte sowie Hauben geflochten.

- Hartfasern

Zu den Hartfasern gehören Blattfasern (wichtigste: Agaven-, Bananen-Lilien-, Gras-, Palm- und Ananasfasern) und Fruchtfasern (wichtigste: Kokosfaser).
Blattfasern
- - Abacá (Manilahanf), Hartfaser, aus den Blättern einer Faserbanane Musa textilis (Syn.:Musa mindanensis)
  - Musa (Manilahanf) Musa basjoo, Musa × alinsanaya, Ensete ventricosum  (Syn.: Musa uluguruensis),  Musa × paradisiaca (Syn. M. sapentium)
  - Piña Ananas Ananas sativa, A. semiseratus, A. sagenaria (Syn.: Bromelia silvestris), Bromelia karatas, B. pinguin (Syn.: B. fastuosa) (Sinamai), Hechtia argentea (Syn.: Bromelia argentea)
  - Caroá Neoglaziovia variegata[20]
  - Curauá sowohl Ananas als auch Curauá und Caroá gehören zur Familie der Bromeliengewächse. Ihre Verwendung zur Fasergewinnung ist weniger bekannt und erfolgt heute meist als Nebenprodukt des Anbaus zur Gewinnung der Frucht.[21]
  - Henequen (Mexikanischer Sisal) Agave fourcroydes (Syn.: A. saxi), A. letonae (Salvador Henequen, -Sisal)
  - Macambira Bromelia laciniosa[22]
  - Neuseeländer Flachs (Muka, Harakeke) Phormium tenax,[14] (Wharariki) Phormium colensoi (Syn.: Phormium cookianum)
  - Sisal (SI) aus den Blättern von der Agave sisalana, Agave lechuguilla und Agave cantala sowie Hybrid 11648.[23] Neben der Sisalagave gibt es noch eine Reihe weiterer Faser liefernder Arten aus der Familie der Agaven, die u. a. zur Gattung der Agavengewächse Furcraea gehören, zum Beispiel Mauritiushanf Furcraea foetida. Die Verwendung der Bezeichnungen Hanf und Flachs für Faserpflanzen, die eigentlich gar nicht mit diesen verwandt sind, ist häufig (Beispiele siehe oben) und führt leicht zu Verwechslungen.
  - Fibre, Istle (Ixtle), Tampicofibre[24] wird zu Bürsten, Besen und Wischer verarbeitet. Bromelia pinguin (Syn.: B. fastuosa), Ananas sagenaria (Syn.: Ananas silvestris) und aus Agaven Agave xylonacantha, A. Striata (Syn.: A. falcata), A. lurida weiter werden unterschieden:
    - Tula Istle Agave lechuguilla, A. univittata (Syn.: A. lophantha, Syn.: A. heteracentha),
    - Jaumave Istle Agave funkiana (Syn.: A. lophantha)
    - Ixtle de Palma aus Palmen Yucca carnerosana (Syn.: Palma samandoca, Syn.: Samuella carnerosana), Yucca filifera (Syn.: Y. australis) sowie Yucca treculiana (Syn.: Palma Pita)

  - Agaven Agave geminiflora, A. aurea, A. ovatifolia (Syn. A. wislizeni), A. angustifolia (Syn.: A. rubescens), A. schidigera (Syn.: A. vestita),[25] andere Agvenarten liefern auch Fasern aber die Ausbeute ist gering.
  - Falscher Sisal Agave decipiens
  - Cantala Agave cantala, Agave americana
  - Istle (Pita, Floja) Aechmea magdalenae, Yucca treculiana (Syn.: Palma Pita)
  - Dasylirion graminifolium, D. glaucophylium, D. texanum (Sotol)[25]
  - Pita (Zambara) aus Agaven Agave americana (mex. Maguey, engl. Century Plant)
  - Guapilla Agave striata (Syn.: Agave falcata)[6]
  - Caraguara Bromelia pinguin (Sinamai), B. Serra (Syn.: Rhodostachys argentina)[26]
  - Niquivil Furcraea niquivilensis
  - Yaray Sabal causiarum
  - Corojo Acrocomia crispa
  - Raffia Raphia vinifera, R. taedigera, R. farinifera, R. hookeri
  - Piassava (Kitul) Attalea funifera,[27] Chiquichiqui Leopoldinia piassaba, Raphia vinefera; auch als Piassava wird (Arenga Arenga pinnata), (Chambira Astrocaryum chambira, A. aculeatissimum), Madagaskarpalmen (Pachypodium lamerei, Dypsis fibrosa) und (Caryota Caryota urens), sowie (Zwergpalmen Chamaerops humilis) bezeichnet.[6]
  - Caryota (Black Fibre, Kittul, Kuttul) (Crin Végétal) Fischschwanzpalmen Caryota urens, C. mittis[28]
  - Yucca (engl. Soapweed) Yucca gloriosa, Y. glauca, Y. schidigera, Y. filifera (Syn.: Y. australis). (Palma Istle) Yucca carnerosana, Y. treculiana (Palma Pita)
  - Aloe Aloe fibrosa
  - Nolina Elefantenfuß Beaucarnea recurvata (Syn.: Nolina recurvata), Nolina microcarpa, Nolina texana
  - Schopfpalmen Corypha
  - Tururi, Ubuçu Manicaria Manicaria saccifera, Manicaria saccifera
  - Palmyrapalme (Borassus flabellifer) (Bassine)[29]
  - Arenga, Zuckerpalme Arenga pinnata (Syn.: A. saccharifera); Gemuti, Gumati, Gomuti (Crin Végétal)
  - Dattelpalmen Phoenix (Crin Végétal)
  - Toquilla Carludovica palmata aus deren Blättern werden Panamahüte hergestellt
  - Talipot-Palme aus ihr wird Buntal- und Bakustroh gewonnen, dieses wird zu Strohhüten verarbeitet.[30]
  - Pandanus[31] (Schraubenpalme, Umbrella Tree, Walking Tree) Pandanus utilis, Pandanus tectorius
  - Palmetto (Cabbage-, Sabal-Palmetto) Sabal palmetto
  - Besenpalme Coccohrinax argentea (Syn.: Thrinax argentea)[32]
  - Moriche (Buriti) Mauritia flexuosa
  - Opuntia Opuntia galapagos
  - Chambira Astrocaryum chambira, A. aculeatissimum
  - Tucum (Tecum) Astrocaryum vulgare
  - Fique (Cabuya) Furcraea andina, F. hexapetala (Syn.: F. macrophylla), (Bordo de Oro) F. cabuyan (Syn.: F. castilla), F. foetida (Syn.: F. gigantea)
  - Australische Livingstonpalme[6] Livistona australis
  - Turu (Kumbu, Bacaba) Oenocarpus bacaba
  - Açaí Euterpe oleracea
  - Bayal Desmoncus spp.
  - Mocora (Black Palm) Astrocaryum standleyanum
  - Awarra Astrocaryum segregatum
  - Afrikanische Ölpalme Elaeis guineensis
  - Kakaobaum Theobroma cacao
  - Coco de Mono Paradiesnüsse Lecythis spp.

Fruchtfasern
- - Kokos (CC) aus der Fruchthülle der Kokospalmenfrüchte Cocos nucifera, (Syn.: C. cupuliformis), (Syn.: C. stupposa) (Crin Végétal)

- Andere Fasern

Daneben werden auch verschiedene Binsengräser Juncus, (Gewöhnliche Teichbinse Schoenoplectus lacustris), gespaltener Bambus und andere Pflanzen als Faserstoff verwendet. Auch wird Rattan als Faser bezeichnet, obwohl es aus der Sprossachse der Calamus-Palme gewonnen wird.

## Fasern tierischen Ursprungs

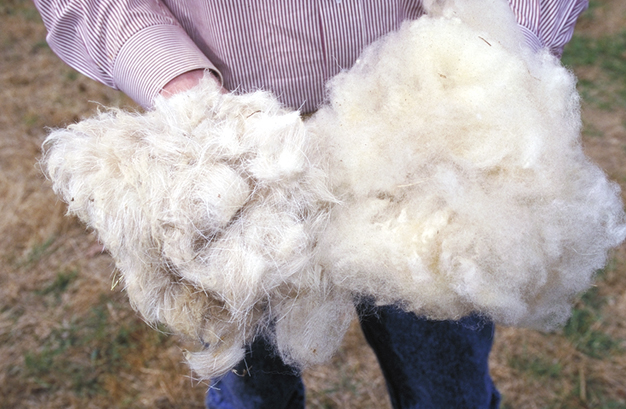
Schafwolle

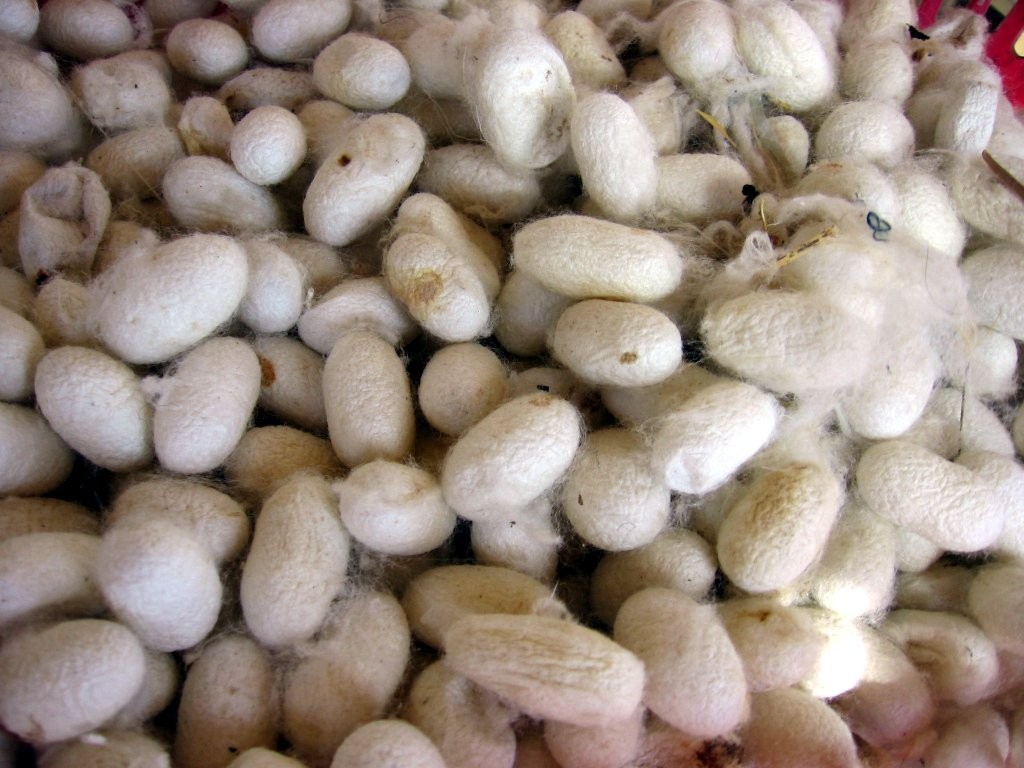
Seidenkokons

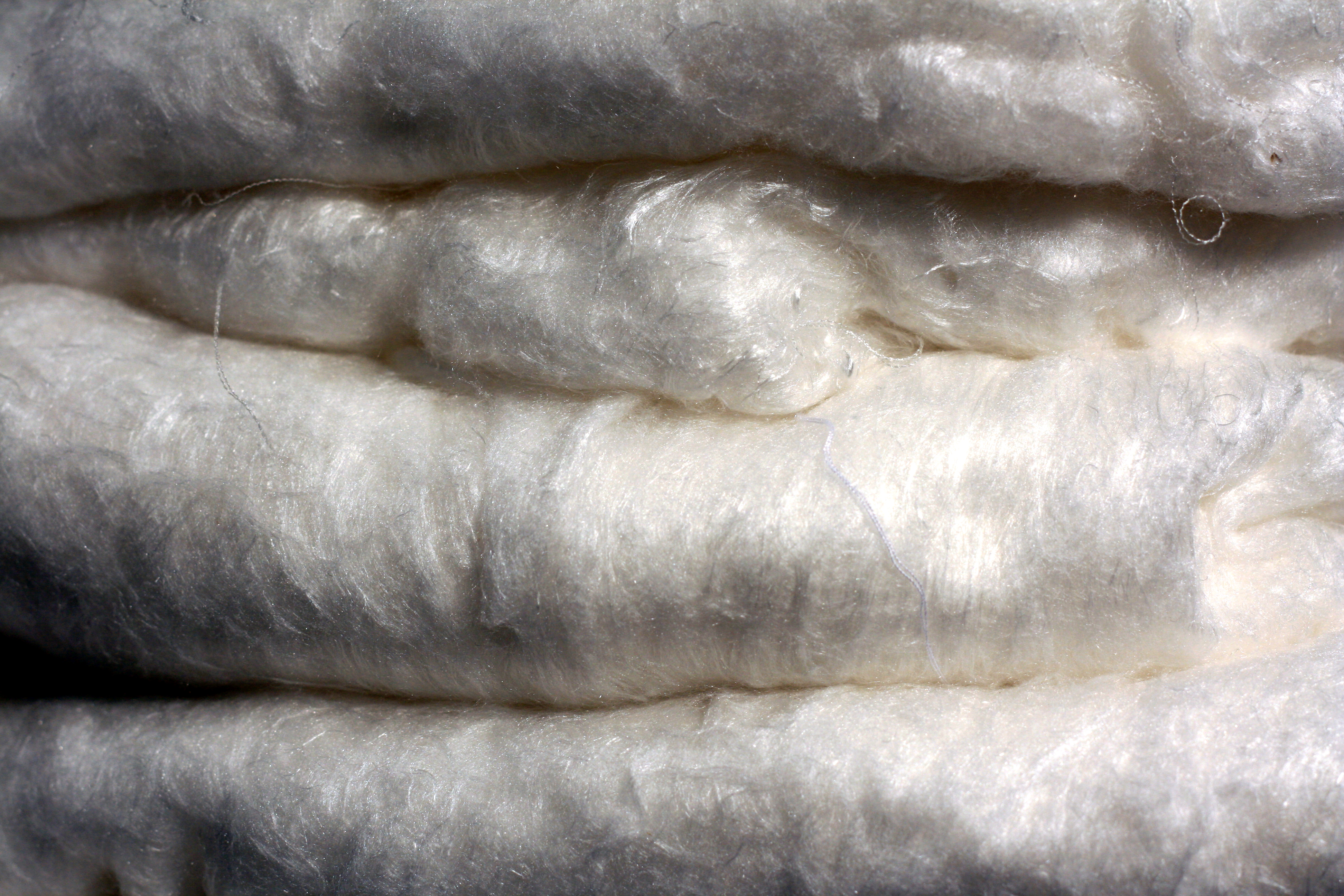
Naturseide

Bei Tieren bilden die Haarfollikel Fasern, die in Form einer Behaarung bzw. eines Fells vorhanden sind. Ausnahmen sind Seidenfasern aus dem Kokon verpuppter Seidenraupen sowie andere aus Sekreten gebildete Fasern wie die Spinnenseide oder die Byssusfasern. Auch Sehnen lassen sich zu schnurartigen Gebilden formen (Bogensehnen). Fasern die sich textil nutzen lassen sind:
- Wolle und feine Tierhaare→ Deckhaar
  - Wolle von Schafen (WO) Ovis gmelini aries wird meist durch jährliches Scheren gewonnen und auch als Schurwolle (WV) bezeichnet.
  - Alpaka Vicugna pacos, Lama Lama, Vikunja Vicugna vicugna, die Kreuzungen (Huarizo, Paco-Vikunja)[36] sowie Guanako Lama guanicoe sind die Haare von den gleichnamigen Lamaarten bzw. Schafkamelen. Die Haare sind fein, weich, glänzend und wenig gekräuselt. Aus Vikunja werden exklusive Maßanzüge gefertigt.
  - Angora (WA) (Haare vom Angorakaninchen) Orchitolagus cuniculus sind sehr fein, glatt und sehr leicht. Da sie Wasserdampf gut aufnehmen, sind Stoffe aus Angora sehr wärmend.
  - Kamelhaar (WK) Camelidae ist das Flaumhaar der Kamele, die Tiere werfen es jährlich ab. Es ist sehr fein, weich und leicht gekräuselt und beigebraun.
  - Kaschmir (WS) Phänotyp Capra aegagrus hircus gewinnt man durch Auskämmen und sortieren der Flaum- oder Grannenhaare der Kaschmirziege. Diese Haare sind so fein wie die feinste Merinowolle und Bekleidung aus Kaschmir ist deshalb fein, weich, leicht und glänzend.
  - Mohair (WM) bezeichnet die Haare der Angora- oder Mohairziege Capra aegagrus hircus. Sie sind lang, leicht gelockt und glänzend. Ihre Farbe ist weiß und sie filzen kaum.
  - Pygora[37] eine Kreuzung zwischen Angoraziege und Afrikanischer „Pygmy Ziege“. Cashgora[38] eine Kreuzung zwischen Angora- und Kaschmirziege.
  - Cashwool[39] vom „Romanov Schaf“ ist ähnlich wie Merinowolle
  - Quiviut ist die sehr feine Unterwolle des Moschusochsen Ovibos moschatus.[37]
  - Cervelt[40][36] ist das sehr seltene Unterhaar des Neuseeländischen Rothirschs Cervus elphus.
  - Bisonwolle[37][41] Bos bison ist eine sehr feine Wolle ähnlich wie Kaschmir.
  - Yakwolle[42] Bos mutus ist eine Kaschmir ähnliche Wolle von feiner Qualität.
  - Possum Trichosurus; das Possumhaar wird mit Merinowolle gemischt und ergibt eine leichte, feine, sehr isolierende Wollqualität. Es wird vor allem in Neuseeland produziert.[43]
  - Yangir[36] (wild Kaschmir) vom sibirischen Steinbock Capra sibirica.
  - Chinchillahaar Chinchilla chinchilla, Chinchilla lanigera wird mit Biberhaar gemischt und zu exklusiven Haarfilzhüten verarbeitet,[44] es wird auch mit Wolle und Kaschmir gemischt.[45]
  - Nerzhaar Mustrela lutreola, Neovison vison wird mit Wolle oder Kaschmir gemischt, kann auch mit Biberhaaren gemischt zu Haarfilzhüten[46] verarbeitet werden, es wird auch mit Wolle und Kaschmir gemischt.[47]
  - Biberhaar[48] Castor fiber, Castor canadensis wird zu Haarfilz verarbeitet, gemischt oder rein, wird auch zu Künstlerpinseln verarbeitet.
  - Kaninchenhaar[48] Leporidae, Kanin (gewöhnliche Kaninchenhaare) wird zu Haarfilz verarbeitet, gemischt oder rein.
  - Nutriahaar[49] Myocastor coypus wird zu Haarfilz verarbeitet, gemischt oder rein.
  - Shahtoosh von der tibetischen Antilope (Tschiru)[36] Pantholops hodgsonii, ist eine sehr feine Wolle, die zu luxuriösen Schals verarbeitet wird.
  - Haare vom Eich-, Grauhörnchen Sciurus vulgaris, Sciurus carolinensis, Marder Mustelidae, sibirischen Wiesel (Feuerwiesel) Mustela sibirica, Iltis Putorius und Zobel Martens zibelina, werden zu Künstlerpinseln verarbeitet.[50][51]
  - Hundehaar Canidae wird unter der Bezeichnung „Chiengora“[52] zu Wolle verarbeitet.

- Grobe Tierhaare
  - Rinderhaar Bos primigenius taurus  wird zu Polsterfüllungen verarbeitet.[53]
  - Ochsenhaar ist ähnlich wie Rosshaar
  - Rosshaar Equus caballus ist sehr grob und wurde früher als Polster- und Füllmaterial in Sitzmöbeln und für Matratzen verwendet, es wird noch heute in Rosshaareinlagen für das Herrenschneiderhandwerk eingewebt (siehe → Verstärkung (Schneiderei)). Ist auch für Pinsel und Bürsten sowie Besen geeignet.
  - Ziegenhaar[54] Capra aegagrus hircus 
  - Dachshaare Meles meles werden zu Bürsten und Rasierpinseln verarbeitet.
  - Schweineborsten oder Chinaborsten Sus scrofa domestica, Wildschweinborsten Sus scrofa werden zu Bürsten und Rasierpinseln verarbeitet. Vor der Entwicklung von Kunstfasern wurden daraus auch Zahnbürsten gemacht.
  - Rentierwolle Rangifer tarandus wird als Füllmaterial für Polstermöbel, Matratzen und Rettungsringen verwendet.[55]

- Seiden
  - Maulbeerseide (SE) (Zuchtseide) wird aus dem Kokon der Seidenraupe des Maulbeerspinners Bombyx Mori gewonnen.
  - Tussahseide (ST) (Wildseide) wird aus den von Bäumen und Sträuchern gesammelten Kokons, der wild lebenden japanischen Antheraea  yamamai und chinesischen Antheraea pernyi Eichenseidenspinner gewonnen, sowie von anderen Schmetterlingen der Gattung Antheraea (Antheraea mylitta, A. roylei, A. proyeli, A. paphia).[56][57] Da hier der Schmetterling meist ausgeschlüpft ist, sind die Fasern kürzer und nicht abhaspelbar. Eine Zucht der Tussahspinner ist bisher nicht gelungen.
  - Mugaseide (Assamseide)[58] ist eine goldfarbene Wildseide aus Indien vom Mugaseidenspinner (Antheraea assama).
  - Eriaseide (Eri-, Meghalayaseide) (Zuchtseide) vom Falter Samia cynthia ricini (frisst Ricinusblätter), sehr kurze Faser, kann nur als Schappe verwendet werden.
  - Anapheseide (Nesterseide) (Wildseide) der afrikanischen Falter Anaphe panda (Syn.: A. infracta), Anaphe moloneyi (Syn.: Epanaphe moloneyi),[59] sehr kurze Faser, kann nur als Schappe verwendet werden.
  - Afrikanische Wildseide der afrikanischen Falter (Gonometa postica, G. rufobrunnea).[36]
  - Yamamaiseide (Tensanseide)[60] (Wildseide) vom japanischen Eichenseidenspinner Antheraea  yamamai.
  - Ahimsaseide kommt aus Indien und stammt von Eri- und Tussah-Mottenkokons.
  - Fagaraseide (Wildseide) vom Atlasspinner Attacus atlas.
  - Circulaseide (Wildseide) von dem asiatischen Falter Circula trifenestrata.[59][36]
  - Koische Seide eine Seide die in der Antike verwendet wurde, von dem Nachtfalter Pachypasa otus.
  - Muschelseide (Byssus) aus der Edlen Steckmuschel Pinna nobilis
  - Spinnenseide[61][62] (von Seidenspinnen) Nephila

## Mineralische Naturfasern

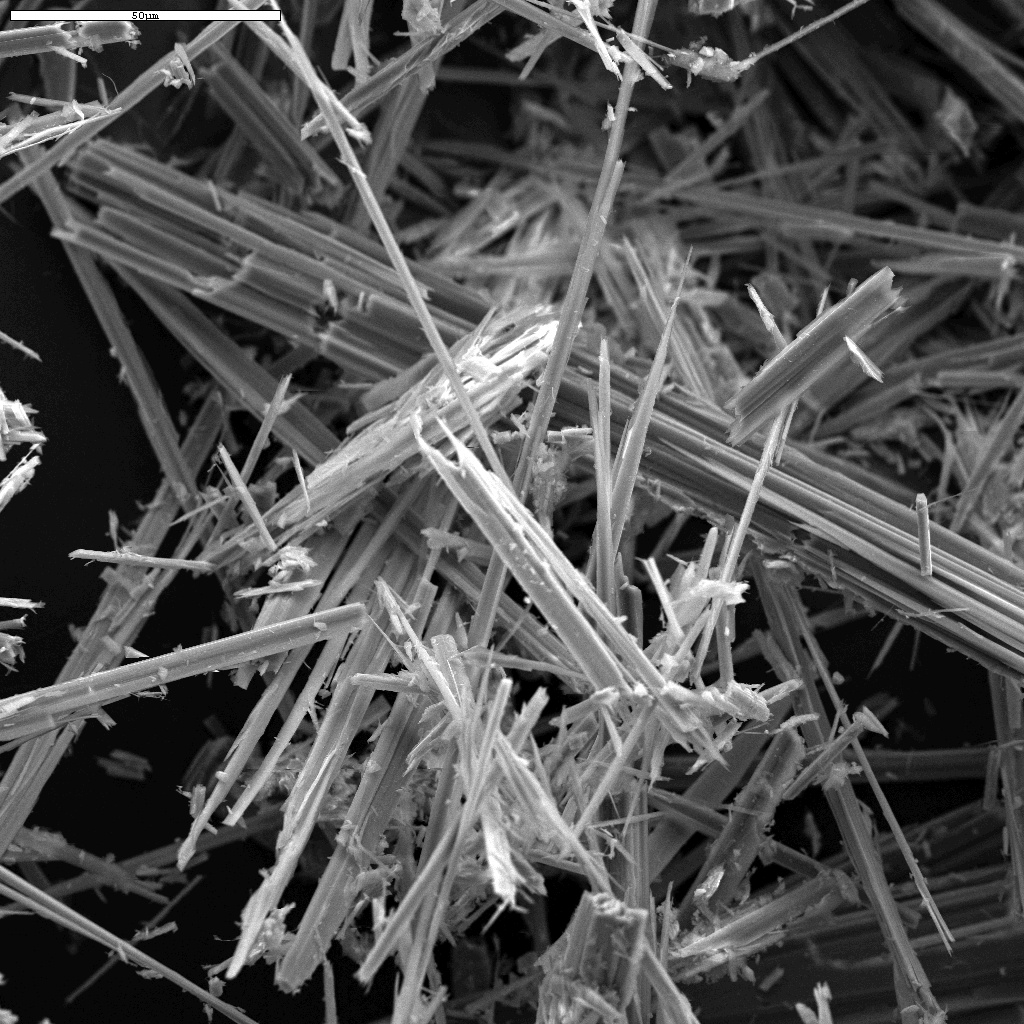
Amphibolasbestfasern (REM-Aufnahme)

Neben pflanzlichen und tierischen Naturfasern gibt es einige mineralische Fasern, die, da sie natürlich vorkommen, ebenfalls zu den Naturfasern zählen.
- Asbest
- Erionit
- Attapulgit
- Sepiolith
- Wollastonit

## Analyse
Die häufigsten Analysen von Naturfasern bestehen aus einer visuellen und haptischen Beurteilung, gefolgt von einer Brennprobe und einer Betrachtung im Lichtmikroskop (oder Elektronenmikroskop). Durch eine Elementaranalyse kann die elementare Zusammensetzung der Naturfasern ermittelt werden. Der jeweilige biologische Ursprung der tierischen und pflanzlichen Naturfasern kann durch eine Bestimmung der aus dem Rohmaterial noch enthaltenen DNA per Polymerase-Kettenreaktion, bzw. der Proteine per ELISA, Western Blot oder MALDI-TOF nachgewiesen werden.
Die Bestimmung der Werkstoffeigenschaftenvon Naturfasern erfolgt wie bei den Fasern im Allgemeinen. Die unterschiedlichen mechanischen Eigenschaften, wie die Elastizität, die Zug-, Druck-, Biege-, Knick- und Scherfestigkeit, werden mit quantitativen Messungen in entsprechenden Spannvorrichtungen bestimmt. Auch die Anisotropie der Eigenschaften von Fasern aufgrund ausgerichteter Molekülketten und die Synergie mehrerer verdrehter Fasern kann so ermittelt werden.

## Nutzung
Traditionelle Naturfaserprodukte sind Textilien (Bekleidung und Haushaltswäsche) und Taue, Seile, Netze und Tücher für die Schifffahrt. Neuartige Anwendungsgebiete für Naturfasern sind technische Vliese und Gewebe für Naturdämmstoffe, Spezialpapiere oder Naturfaserverstärkte Kunststoffe.
Der Einsatz von Naturfasern in Faserverbundwerkstoffen gewinnt zunehmend an Bedeutung. Naturfaserverstärkte Kunststoffe finden insbesondere in der Automobil- und Möbelindustrie Einsatz. Darüber hinaus gibt es innovative Spezialanwendungen wie Haushaltsgeräte, Kosmetikartikel, Schreibgeräte, Koffer, Urnen oder Schleifscheiben.

## Marktsituation

### Deutschland

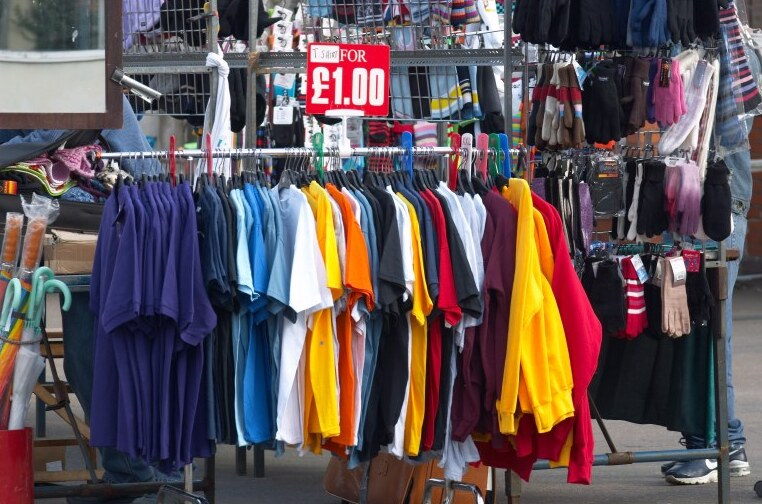
Bekleidung stellt den Hauptsektor der Naturfaserverwendung dar

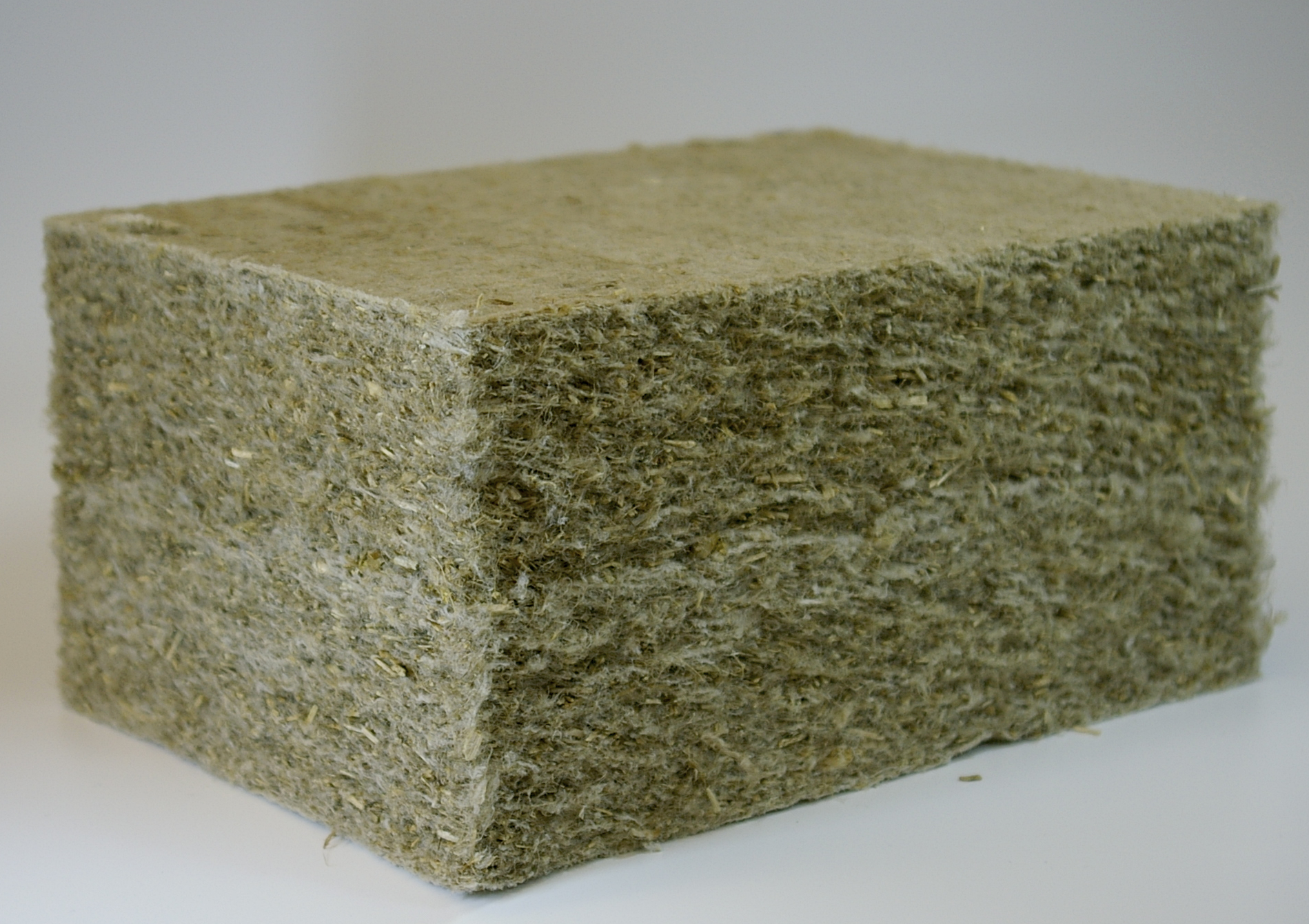
Naturdämmstoffblock aus Hanffasern

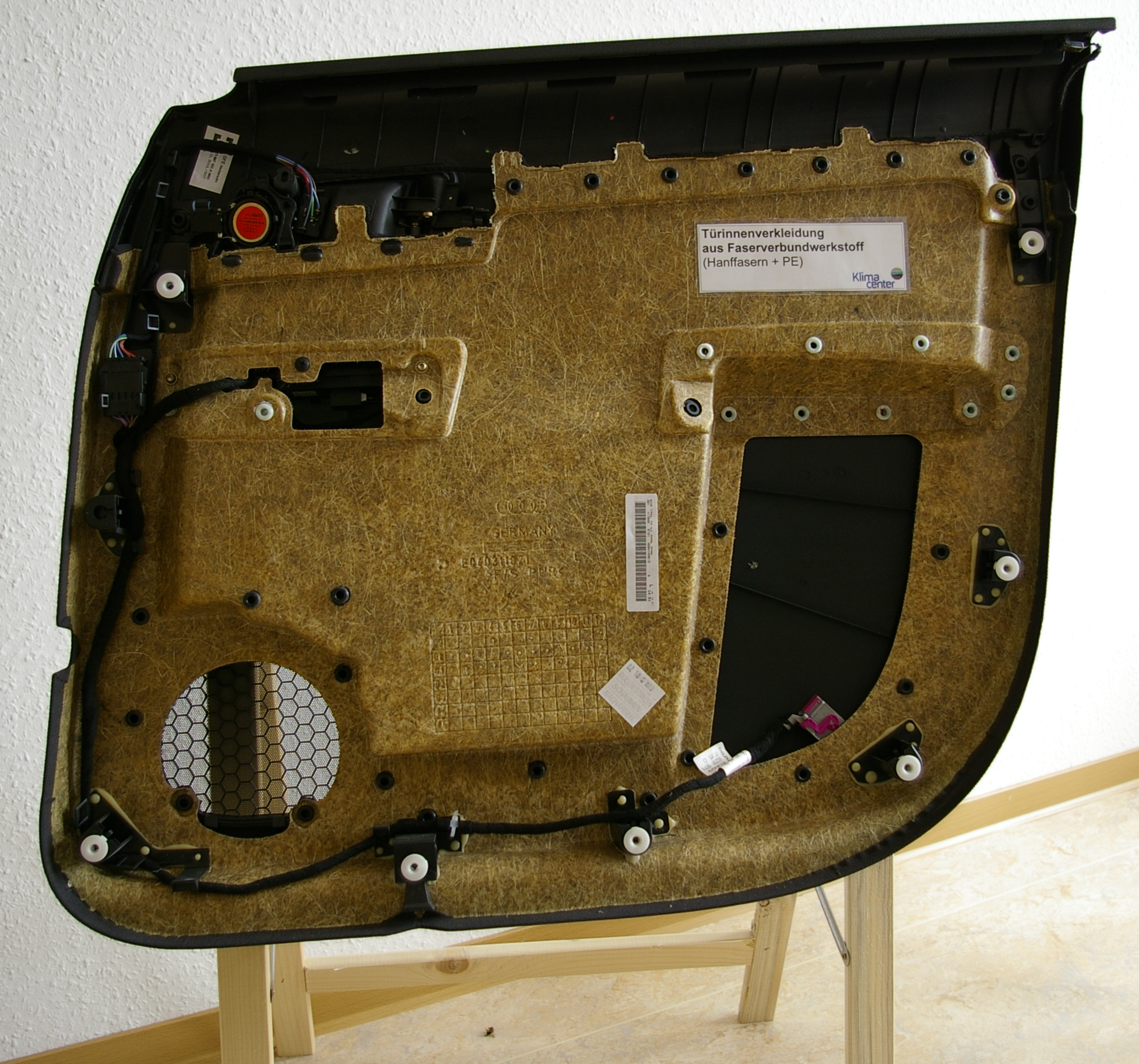
Türinnenverkleidung aus hanffaserverstärktem Kunststoff (Matrix Polyethylen PE)

Der Markt für Naturfasern ist in Deutschland vor allem durch Importe von Zwischen- und Fertigprodukten geprägt, während die heimische Produktion nur einen verschwindend geringen Anteil ausmacht. Eine textile Produktionskette existiert in Deutschland nur noch sehr bedingt.
Mit Ausnahme des Hanfs, des Flachs und der Fasernessel werden in Deutschland keine Faserpflanzen angebaut. Dabei macht der Hanfanbau mit 800 bis 2.000 ha jährlich und einen Produktion von 1.200 bis 3.000 t pro Jahr den größten Anteil aus. Flachs wird auf etwa 50 ha angebaut, die Produktionsmenge liegt bei etwa 50 t und der Anbau der Fasernessel findet auf 265–300 ha statt und resultiert in 100 bis 200 t Nesselfasern. Hinzu kommt Schaf- und andere Tierwolle. Bei der Gewinnung der Naturfasern werden zudem Schäben gewonnen, die als Rohstoff sowohl in stoffliche wie in energetische Verwendungen einfließen.
Der größte Teil der in Deutschland verfügbaren Naturfasern wird über den Außenhandel zur Verfügung gestellt, die Gesamtmenge der in Deutschland produzierten Pflanzenfasern beträgt maximal 3.000 t. Die größte Menge der importierten Fasern stellt Baumwolle mit einer Gesamtmenge von etwa 200.000 t pro Jahr dar, hinzu kommen Juteimporte in Höhe von 13.000 t und Importe anderer exotischer Pflanzenfasern wie Abacá, Kenaf, Ramie, Kokos und Sisal in Höhe von insgesamt etwa 12.000 t. Etwa 7.000 t Flachs- und etwa 1.000 t Hanffasern werden ebenfalls importiert (netto). Die Gesamtmenge sowie eine Menge von etwa 20.000 bis 40.000 t Garnabfällen und Reißbaumwolle, die bei Produktionsprozessen abfällt, wird vollständig für die stoffliche Nutzung verwendet, eine energetische Nutzung findet maximal bei der Entsorgung der Endprodukte statt.
Der größte Teil der Naturfasern wird in der Textilindustrie verarbeitet. Dabei erfolgt der Produktionsweg über Garne und Gewebe zu den fertigen Textilien, wobei es auf allen Ebenen große Warenströme im Außenhandel gibt. Wie auf der Faserebene stellt Baumwolle auch im Bereich der Produkte den größten Anteil der importierten Waren, so werden jährlich etwa 35.000 t Baumwollgarn und insgesamt nur etwa 2.000 t andere Garne importiert. Als Gewebe werden etwa 8.000 t Jute importiert, die zu einem sehr großen Anteil in der Produktion von Linoleum als Trägermaterial verwendet werden (Gesamtproduktion etwa 40 Mio. m2 pro Jahr).
Einen ebenfalls großen Markt stellen die so genannten Non-wovens (Nicht-gewebte Textilien) dar, zu denen ungewebte Vliese und Filze gehören. Etwa 64.000 t Naturfasern werden in dieser Form pro Jahr in der Automobilindustrie für Türinnenverkleidungen, Dachhimmel, Sitzpolster und andere Bauteile verwendet. Dabei handelt es sich um 12.200 t Flachsfasern, 5.000 t exotische Fasern und 1.800 t Hanffasern sowie 45.000 t Baumwollfasern (vor allem Reißbaumwolle), die im Innenraum von PKWs und vor allem in den Verbundwerkstoffen der Fahrerkabinen von LKWs eingesetzt werden, Hinzu kommen 27.000 t Holzfasern, sodass sich eine Gesamtmenge von 90.000 t ergibt. Pro Jahr werden etwa 1 bis 1,3 Mio. m2 Naturdämmstoffe verwendet, dabei handelt es sich zu etwa 48 % um Holzfaser-, 32 % Cellulose-, 9 % Flachs- und Hanffaser-, 4 % Schafwolle und 7 % sonstige Dämmstoffe. Eine in Deutschland sehr spezielle und erfolgreiche Nischenanwendung stellen Kresseanzuchtsvliese dar, von denen pro Jahr etwa 125 bis 160 t auf Basis von Hanf- und Flachsfasern zu etwa gleichen Anteilen produziert werden.
Einen relativ großen Markt stellen Spezialpapiere dar, wobei in Deutschland pro Jahr etwa 35.000 t sogenannte „sonstige Faserstoffe“ neben Holz- und Zellstoff verwendet werden (VDP 2008) Die Menge der Naturfasern wird nach anderen Quellen mit etwa 20.000 t angegeben. Zu den Spezialpapieren mit Naturfaseranteil gehören vor allem Papiere für Nahrungsmittelapplikationen (Teebeutel, Kaffeepads), Zigarettenpapiere sowie technische Filter. Einen nur sehr geringen Teil der Naturfasernutzung stellt die Herstellung von naturfaserverstärkten Kunststoffen in Spritzguss und Extrusion dar. Hier werden aktuell pro Jahr weniger als 1.000 t verwendet.

### Welt
Folgende Tabelle zeigt die Weltproduktion von Naturfasern nach Angaben der FAO.
| Faser                           | Produktion (in Mio. t) |
| ------------------------------- | ---------------------- |
| Baumwolle                       | 25,00                  |
| Jute                            | 2,90                   |
| Wolle                           | 1,20                   |
| Kokos                           | 1,00                   |
| Flachsfaser                     | 1,00                   |
| Juteähnliche Fasern inkl. Kenaf | 0,40                   |
| Sisalfaser und Henequen         | 0,38                   |
| Ramie                           | 0,28                   |
| Seide                           | 0,15                   |
| Abacá                           | 0,10                   |
| Hanf                            | 0,09                   |
| Exotische tierische Fasern      | 0,03                   |